# 新光大戲院
新光大戲院（Strand Theatre），是上海市的一座歷史建築，位於寧波路586號，竣工於1930年。建築外觀是裝飾風藝術風格，由哈沙德洋行設計、楊瑞記營造廠施工。1994年，這座建築進行大規模翻新，並更名為新光影藝苑。這座建築是上海市第四批優秀歷史建築。